# オフ・センター
『オフ・センター』(Off Centre) は、アイルランド系イングランド人のシンガーソングライターであるギルバート・オサリバンの6枚目のスタジオ・アルバムで、ガス・ダッジョンがプロデュースし、1980年10月にリリースされた。2012年8月にはユニオン・スクエア・ミュージック (Union Square Music) がサルヴォ (Salvo) レーベルから『Gilbert O'Sullivan - A Singer & His Songs』のコレクションの一部として再リリースした。
日本では、1980年に『プライベート・タイムズ』と題されてLPがエピック・ソニーからリリースされ、1992年には『オフ・センター』と改められてCDがキティレコードから出た。

## トラックリスト
全曲、作詞作曲ともギルバート・オサリバン
1. 僕だけのメロディ (I Love It But) - 3:33
2. そよ風にキッス (What's In a Kiss) - 2:36
3. ハロー、それはグッバイ (Hello It's Goodbye) - 3:08
4. ホワイ・プリテンド (Why Pretend) - 3:58
5. 昔に戻れない (I'm Not Getting Any Younger) - 4:32
6. 夜の騒音 (Things That Go Bump in the Night) - 4:51
7. ヘルプ・イズ・オン・ザ・ウェイ (Help Is On the Way) - 3:43
8. 一人でいると (For What It's Worth) - 4:05
9. 君が一番好き (The Niceness of It All) - 5:26
10. オリバー・ツイストのように (Can't Get Enough of You) - 3:27
11. ブレイク・イット・トゥ・ミー (Break It To Me Gently) - 3:20
12. ジ・エンド (Or So They Say) - 3:50

### 2012年リマスター版のボーナストラック
1. ダウン・ダウン・ダウン (Down, Down, Down)[1]（1980年8月リリースのシングル「そよ風にキッス」のB面曲）- 2:38

## パーソネル
- ギルバート・オサリバン - ボーカル、ピアノ
- Phil Curtis - ベース
- Chris Laurence - ベース（「昔に戻れない」）
- Paul Westwood - ベース（「オリバー・ツイストのように」）
- Steve Holley - ドラムス
- Dave Mattacks - ドラムス（「オリバー・ツイストのように」）
- Terry Cox - ドラムス（「そよ風のキッス」）
- Martin Jenner - アコースティック・ギター、リード・ギター、スチール・ギター（「一人でいると」）
- Tim Renwick - アコースティック・ギター、リード・ギター
- Ray Russell - アコースティック・ギター（「オリバー・ツイストのように」）
- Pete Wingfield - エレクトリック・ピアノ（「君が一番好き」）、セカンド・ピアノ（「ホワイ・プリテンド」）、オルガン（「ハロー、それはグッバイ」）、シンセサイザー（「ジ・エンド」）
- Howie Casey - サクソフォーン（「昔に戻れない」、「ホワイ・プリテンド」）
- Jeff Daley - サクソフォーン（「ヘルプ・イズ・オン・ザ・ウェイ」）
- クリス・レア - アコーディオン（「僕だけのメロディ」）
- Stuart Epps - ハーモニー、バッキング・ボーカル
- Alan Carvell - ハーモニー、バッキング・ボーカル（「昔に戻れない」）
- English Chorale - クワイア（「ジ・エンド」）